# Bratkovič
Bratkovič je priimek v Sloveniji, ki ga je po podatkih Statističnega urada Republike Slovenije na dan 1. januarja 2010 uporabljalo 374 oseb in je med vsemi priimki po pogostosti uporabe uvrščen na 962. mesto.

## Znani nosilci priimka
- Branko Bratkovič, veteran vojne za Slovenijo
- Franc Bratkovič (*1936), elektrotehnik, univ. profesor (FE UL)
- Franci Bratkovič, tehnološki podjetnik/razvojnik
- Iva Hafner Bratkovič (*1978), raziskovalka na področju nevrobiologije
- Natalija Bratkovič, TV  voditeljica ...
- Tomaž Bratkovič (*1978), biofarmacevt, univ. prof. (FFA)
- Ula Bratkovič, mlada pisateljica